# 凯文·马克斯韦尔
凯文·马克斯韦尔（英語：Kevin Maxwell，1960年3月30日—），加拿大男子冰球运动员，场上位置是前锋。他曾代表加拿大国家队参加1980年冬季奥林匹克运动会冰球比赛，获得第6名。